# Zedge
Zedge는 노르웨이의 소프트웨어 사이트이다. 2003년에 설립된 회사로 강력한 퍼블리싱 플랫폼에서 실행되고 엔터테인먼트 산업에 중점을 둔 새로운 앱을 개발하여 발전하고 있다. Zedge의 앱은 2019년 7월 31일 기준으로 4억회 이상 다운로드 되었으며 월간 활동 사용자 수가 3,400만 명에 달했다. 또한 구글 플레이에서 가장 인기있는 '최고 60대' 무료 앱에서 지속적으로 평균을 기록했다. 2013년 Time's Best 50위 안드로이드 앱 중 하나로 선정되었다.